# ワット・プラボーロマタートチャイヤー
ワット・プラボーロマタートチャイヤー＝ラーチャウォーラウィハーンはタイ・スラートターニー県にある寺院。シュリーヴィジャヤ王国時代に建設されたプラ・ボーロマタート（仏塔）を有する。

## 概要
地元の伝承によれば、現在のチャイヤー郡に二人のインド人が流れ着き、仏塔、プラ・ボーロマタートを建設したのが始まりとされる。これはいわゆる昔話に過ぎないが、建設はタイ族の南下以前、シュリーヴィジャヤ王国の時代に行われた。プラ・ボーロマタートが建設された場所、チャイヤーはシュリーヴィジャヤの主要都市であった（疑問視されるが、シュリーヴィジャヤの首都であったと言う意見もある）。そのため、プラ・ボーロマタートはその街の有力者の墓と考えられる。建設はおそらく8世紀頃で、シュリーヴィジャヤ様式で建設された当初は大乗仏教寺院であった。この仏塔は高さが24メートルある。後にチャイヤーにナコーンシータンマラート王国の勢力が及ぶと上座部仏教（小乗仏教）の寺院となった。
1978年にラーマ9世（プーミポン・アドゥンラヤデート）が勅令でこの寺院全体の増改築を命じたため、王宮寺院に指定された。